# Dominique Mwankumi
Dominique Mwankumi, né le 8 juin 1965 à Bier (République démocratique du Congo), est un illustrateur et auteur de littérature d'enfance et de jeunesse congolais. 

## Biographie
Dominique Mwankumi naît en 1965 dans la province de Bandundu. Doué en dessin, il étudie à l'Académie des beaux-arts de Kinshasa, puis à l'École de recherche graphique de l'Institut Saint-Luc de Bruxelles.
Il se lance dans l'illustration et commence à publier ses albums pour l'enfance et la jeunesse, qu'il écrit et illustre en s'inspirant de la vie quotidienne dans son pays natal,. « Cet artiste africain propose une démarche multiculturelle et une réponse écologique aux défis que pose la France postcoloniale à la jeunesse. »
En 2005, il est accueilli en résidence d'artiste à Douai.
Il vit à Londres. « Dominique Mwankumi est l'un des auteurs d'origine congolaise les plus lus actuellement […], dans son genre de prédilection : les albums illustrés. »
De 2019 à 2023, il est sélectionné cinq années d'affilée pour le prestigieux prix suédois, le Prix commémoratif Astrid-Lindgren.

## Œuvres
- La Pêche à la marmite, L'École des loisirs, 1998
- Prince de la rue, L'École des loisirs, 1999
- Les Petits Acrobates du fleuve, L'École des loisirs, 2000
- Les Fruits du soleil, L'École des loisirs, 2002
- La Peur de l'eau, L'École des loisirs, 2006
- Wagenia : les pêcheurs intrépides du Congo, L'École des loisirs, 2009

### Illustrations
- Likambo Kwadje, Mon premier voyage, Le Caméléon vert, 2001
- Carl Norac, Kuli et le Sorcier, L'École des loisirs, 2001[8]
- Colette Hellings, Nsoko l’orphelin, L'Ecole des Loisirs, 2002
- Nana-Aïssa Touré, Yowa le petit dromadaire, Le Figuier, 2006
- Gustave Akakpo, Le Petit Monde merveilleux, éditions Grasset, 2007[9]

## Prix et distinctions
- Prix du livre illustré pour enfants en 1998 pour La Pêche à la marmite[10]
- Prix des critiques de Livres pour enfants en 1998[10]
- Prix Sorcières 2008 Premières lectures pour Le Petit Monde merveilleux[11]
- Sélections de 2019 à 2023, durant cinq années d'affilée, pour le Prix commémoratif Astrid-Lindgren[7]